# Bu Yedián
Bu Yedián (en árabe: بو جديان‎, en francés: Bou Jedyane) es un municipio marroquí en la región de Tánger-Tetuán-Alhucemas. Desde 1912 hasta 1956 perteneció a la zona norte del Protectorado español de Marruecos.